# 寡孔康吉鰻
寡孔康吉鰻（學名：Conger oligoporus），又稱寡孔糯鰻，是輻鰭魚綱鰻形目康吉鳗科康吉鳗属的其中一種，分布於中太平洋夏威夷群島、關島海域，深度2至507公尺，體長可達24.5公分，為底棲性魚類，以魚類為食，生活習性不明。